# Bitwa pod Jarosławiem (1656)
Bitwa pod Jarosławiem miała miejsce dnia 15 marca 1656 roku podczas drugiej wojny północnej.
Maszerujący na południe Polski Karol Gustaw zamierzał zniszczyć w zarodku gromadzące się pod Lwowem siły Jana Kazimierza. Gdy jednak w marcu dowiedział się, że pod Lwowem zebrało się już ponad 20 000 żołnierzy polskich, doszedł do wniosku, że jego siły są zbyt słabe. Mając na tyłach jazdę koronną, a wszędzie wokół prowadzące działania nękające liczne grupy partyzanckie, Karol Gustaw ruszył w kierunku Sanu. Awangarda armii szwedzkiej 11 marca dotarła pod Jarosław i rozpędziła broniące przepraw chorągwie Lubomirskiego, a następnie zajęła miasto. Jednakże wkrótce przybyła niespostrzeżenie spod Lwowa dywizja regimentarza Stefana Czarnieckiego. Król szwedzki, wobec klęski pod Gołębiem, nie spodziewał się go tak wcześnie.
Czarniecki dopadł za Wielkimi Oczami i całkowicie zniszczył wysłany w kierunku Lwowa silny podjazd szwedzki, złożony z blisko tysiąca rajtarów. Następnie uderzył na Douglasa, który szedł na pomoc oddziałom pułkownika Petera Hammerskjölda, bezskutecznie usiłującego zdobyć Przemyśl. Douglas jednak w porę dowiedział się o zbliżającym się Czarnieckim i wycofał się do Jarosławia. Żołnierze Douglasa uciekali w takim pośpiechu, że podczas przeprawy przez zamarznięty San spowodowali załamanie się lodu. Zginęło wówczas kilkudziesięciu żołnierzy szwedzkich.
Na wieść o Czarnieckim zaniepokojony Karol Gustaw zaczął w pośpiechu ściągać rozmieszczone po wsiach oddziały i fortyfikować miasto. Czarniecki jednak działał szybko i 15 marca zaatakował złożoną z 300 żołnierzy straż szwedzką, która pilnowała pracowników wykonujących roboty ziemne. Od całkowitej zagłady straż uratowało szybkie nadejście głównych sił szwedzkich. Czarniecki nie dał się zaskoczyć i wydał natychmiastowy rozkaz, by wojsko wycofało się w okoliczne lasy. Rajtarzy bezskutecznie ścigali żołnierzy Czarnieckiego do później nocy, ponosząc przy tym dalsze straty.
Bitwa w znacznym stopniu zmieniła stosunek sił, gdyż duża część wojsk kwarcianych, które znajdowały się przy Szwedach, dołączyła do dywizji Czarnieckiego. Poniesione w walkach nad Sanem straty przekonały króla Szwecji, że nie będzie mógł stworzyć tutaj podstawy operacyjnej do dalszych działań. Świadomość tego faktu skłoniła Karola Gustawa do odwrotu wzdłuż Sanu i Wisły. Wkrótce cofająca się armia szwedzka wraz ze swym wodzem i królem miała znaleźć się w widłach obu tych rzek, zablokowana przez siły koronne i litewskie.